# Bytyń (gmina)
Bytyń – dawna gmina wiejska istniejąca na Lubelszczyźnie w XIX wieku. Siedzibą gminy był Bytyń.
Gmina Bytyń wymieniona jest jako jedna z gmin powiatu włodawskiego guberni siedleckiej (stan na rok 1879). Gmina miała 15 999 mórg obszaru i liczyła w 1893 roku 2870 mieszkańców. Składała się z miejscowości: Bytyń, Kossyń, Macoszyn-Mały, Macoszyn-Wielki, Majdan, Mszanka, Rożniewka, Siedliszcze, Stulno, Uhrusk, Uhruska Wola, Zastawie i Zezulka.
Była to najdalej na południe wysunięta gmina guberni siedleckiej.
Brak informacji o dacie likwidacji gminy, lecz w wykazie z 1921 roku gmina jest już zniesiona a jej obszar należy do gminy Sobibór.